# ベッリンツォーナ旧市街の3つの城と防壁・城壁群

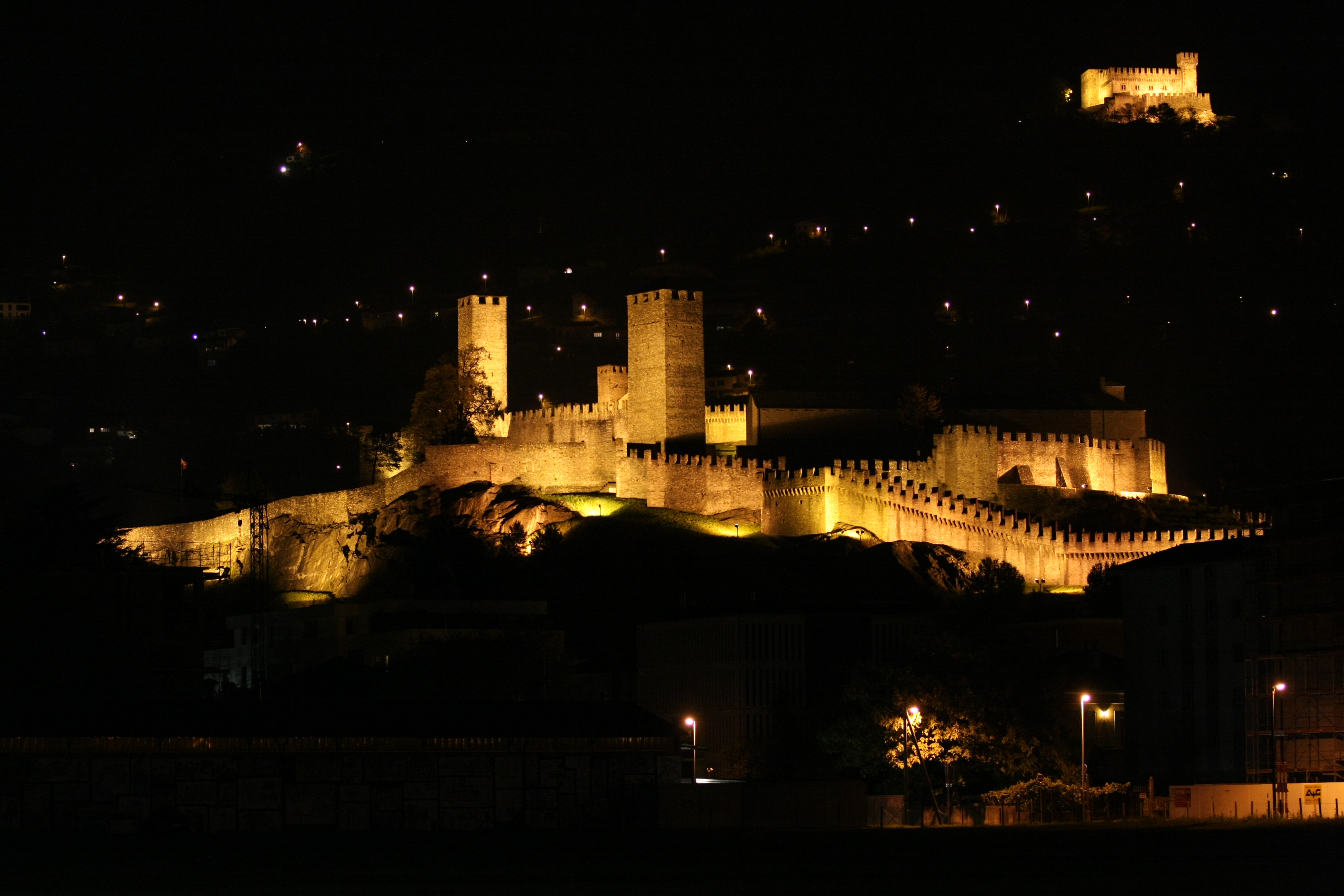
ライトアップされた城と城壁

「ベッリンツォーナ旧市街の3つの城と防壁・城壁群」は、スイス・ティチーノ州の州都ベッリンツォーナにあるユネスコ世界遺産登録物件のひとつ。
3つの城とは、カステルグランデ（巨城）、モンテベッロ城、サッソ・コルバロ城である。13世紀から15世紀にかけて形成された3つの城をもつベッリンツォーナは、中世における軍事建築の重要性の例証となっている。また同時に、目まぐるしく支配者が変わったこの町は、ヨーロッパの歴史都市の中でも、時代ごとの人々の要求を絶えず受け入れて発展してきたユニークな例になっている。

## 位置
ベッリンツォーナはアルプス山脈の南の深い渓谷の入り口に位置している。近くには、リヴィエラ市辺りでマッジョーレ湖に通じている沼の多い平原マガディーノがあり、多くの道が集まる交通の要衝でもあった。この点で、ベッリンツォーナが重要視されたのである。
北ではレヴェンティーナ渓谷 (Leventina) がザンクト・ゴットハルト峠 (St.-Gothard) やヌフェネン峠 (Nufenen) に通じ、ブレニーノ渓谷 (Blenino) がルコマーニョ峠 (Lucomagno) に、メソルチーナ渓谷 (Mesolcina) がサン・ベルナルディーノ峠 (San Bernardino) にそれぞれ通じている。また、南では、イタリアへの道がマッジョーレ湖に沿っているか、あるいはモンテ・チェネーリを通っている。
« ドモドッソラ-チェントヴァッリ-サン・ジョリオ-ヴァルテッリーナ »をつなぐ東西の小道がベッリンツォーナを通っており、同じくグレイナの小道がベッリンツォーナから発している。
この場所は自然に要衝としての機能を持った。というのは、渓谷中央部の岩だらけの尾根の存在が、容易に監視できる狭い口を形成したからである。それらの岩は、氷河や川の浸食作用で出来たものである。

## 歴史
ローマ帝国があった4世紀半ばには既に、カステルグランデの岩場に要塞が建造されており、長い間難攻不落と思われていた。とはいえ、現代に残るベッリンツォーナの要塞化は、後にロンバルディア人たちによって行われたものである。
カステルグランデは、10世紀から11世紀にかけて、最初の強化が行われた。その城に加えて、13世紀になると、都市の東にある岩だらけの突出部にモンテベッロ城が建てられ、都市の要塞化に寄与した。さらに1400年頃に都市の高所に新しい塔が建てられ、それが後にサッソ・コルバロ城の中心部になった。また、アルプス南部におけるイタリアとの国境線を形成する城壁も建造された。
1340年以降に町の支配層となったロンバルディア人たちは、州同盟（中心はウーリ州、シュヴィーツ州、ウンターヴァルト）がアルプス南部で勢力を伸ばすことを妨げる目的で、ベッリンツォーナの要塞化を完成に導いた。ルイ12世が挑んでミラノ公国が1499年頃に没落したために流れが変わり、ベッリンツォーナ市民はフランス軍を追い出すとともに、州同盟に庇護を求めた。こうしてベッリンツォーナにとって長きに渡った騒乱の日々は終わりを告げたのである。

## 世界遺産
登録対象となった3つの城や城壁の全体は非常に大規模なものである。城壁は残っているものだけで少なくとも400mある。

### カステルグランデ

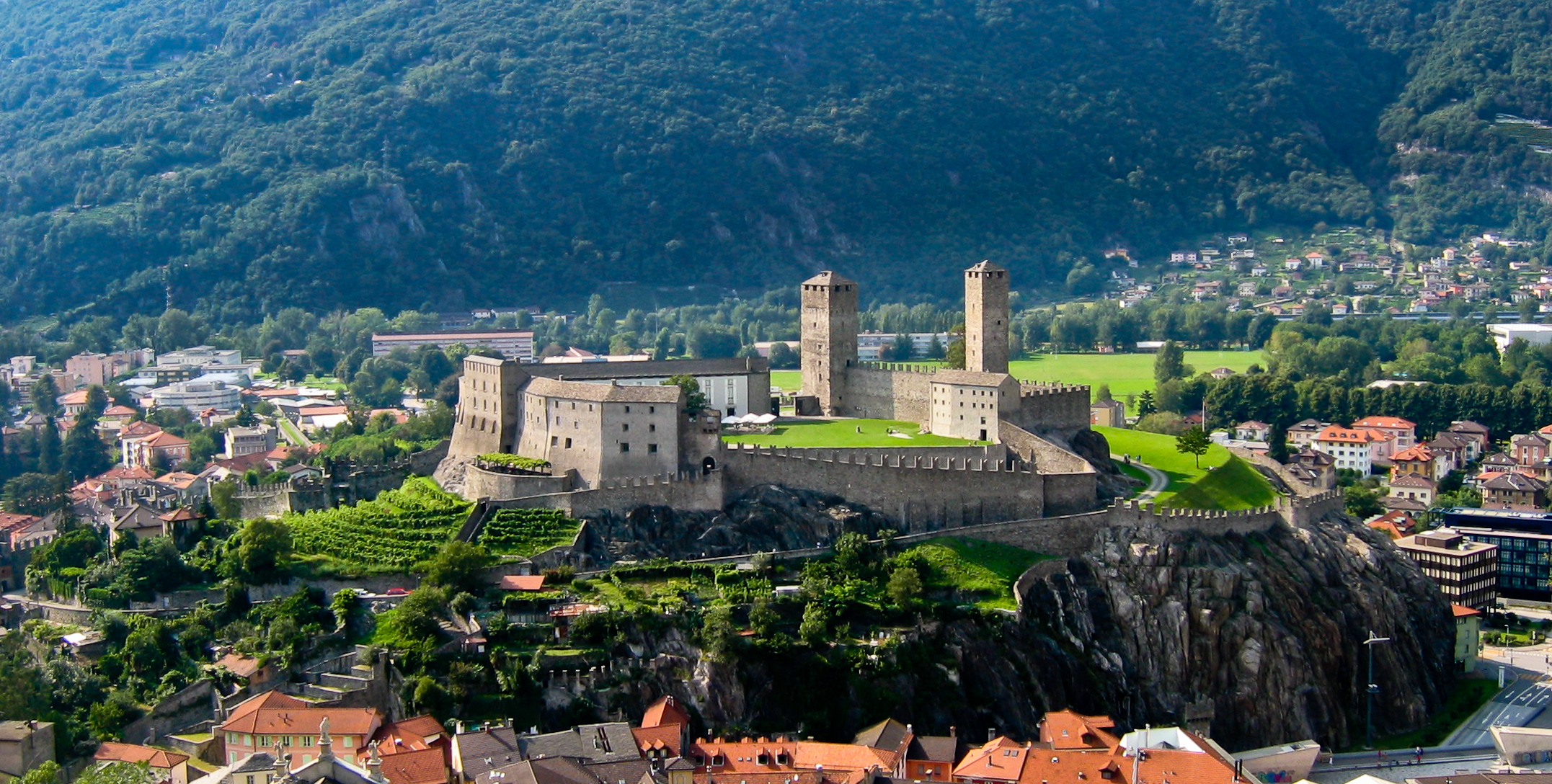
カステルグランデと城壁

カステルグランデ (Castelgrande) は高所にあるため、城へ行くためには狭い階段を上る必要がある。いくつもの門や障害物を越えると、ようやく城の南東部にある正門へ辿り着く。この正門は、サン・ピエトロ教会やその他の小建造物群が建っていた巨大な中庭に通じていた。
今日、それらの建物は残っていない。城壁と南側の建物を越えると、中心部にトッレ・ネラ (Torre Nera) とトッレ・ビアンカ (Torre Bianca) という2つの塔がそびえ、敷地を三分する3つの防壁が残っている。城壁に対面している南側の建造物群は、全体として細長い景観を呈している。
かつては上るのに大変だったカステルグランデへの道のりだが、現在はエレベータが設置されており、観光客は周辺の景色を一望しつつ、中庭へ達することが出来る。
ウーリ城 (Burg Uri) とも呼ばれる（後出の年表参照）。

### モンテ・ベッロ城

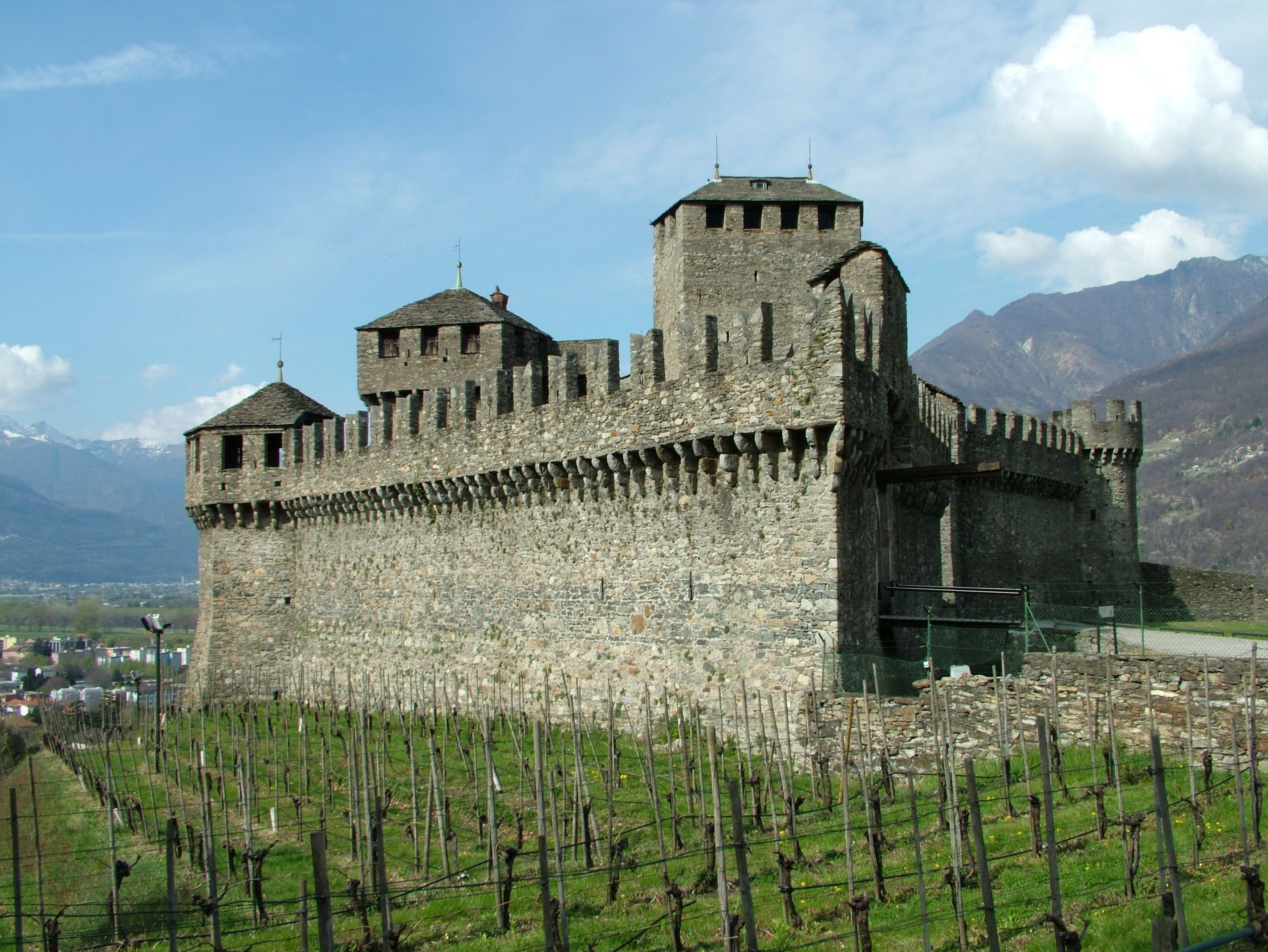
モンテベッロ城

モンテ・ベッロ城 (Castello di Montebello) は、上から見るとほぼ菱形になっている城壁の内側に建てられており、中央にある城はこの城壁内で最古の部分である。13世紀に建てられたこの城は、非常に不規則な形をしており、ひとつの塔と二つの中庭、そして住居群を含んでいる。
1400年ごろに着工され、15世紀中に完成した城壁は、巡邏路を備えていて三隅に塔を備えている。防衛堅固で、城の中庭へ行くには、2つの門、1つの堀と跳ね橋、さらに落とし格子を通らねばならない。このモンテベッロ城は、銃眼のある長い壁と塔に助けられて、都市の要塞化の一翼を担った。
シュヴィーツ城 (Burg Schwyz) とも呼ばれる（後出の年表参照）。現在、城内には市立博物館 (Museo Civio) がある。

### 防壁
15世紀初頭に着工し、1480年頃に完成した防壁（La Murata, ラ・ムラタ）は、谷を貫通して横切り、一方はカステルグランデの城壁に繋がり、もう一方はティチーノ川近くで防衛の塔に繋がっている。
今日、都市の南の方の城壁が現存している。幅は4mで、銃眼を備えた穹窿形の廊下を備えている。その上は平屋根になっており、（矢を浴びせるための）「はね出し」を所々に備えた巡邏路が整備されている。この防衛システムは、重砲兵に太刀打ちできるものではなかったが、ゴットハルトを越えて来る州同盟の歩兵隊には有効だった。

### サッソ・コルバロ城

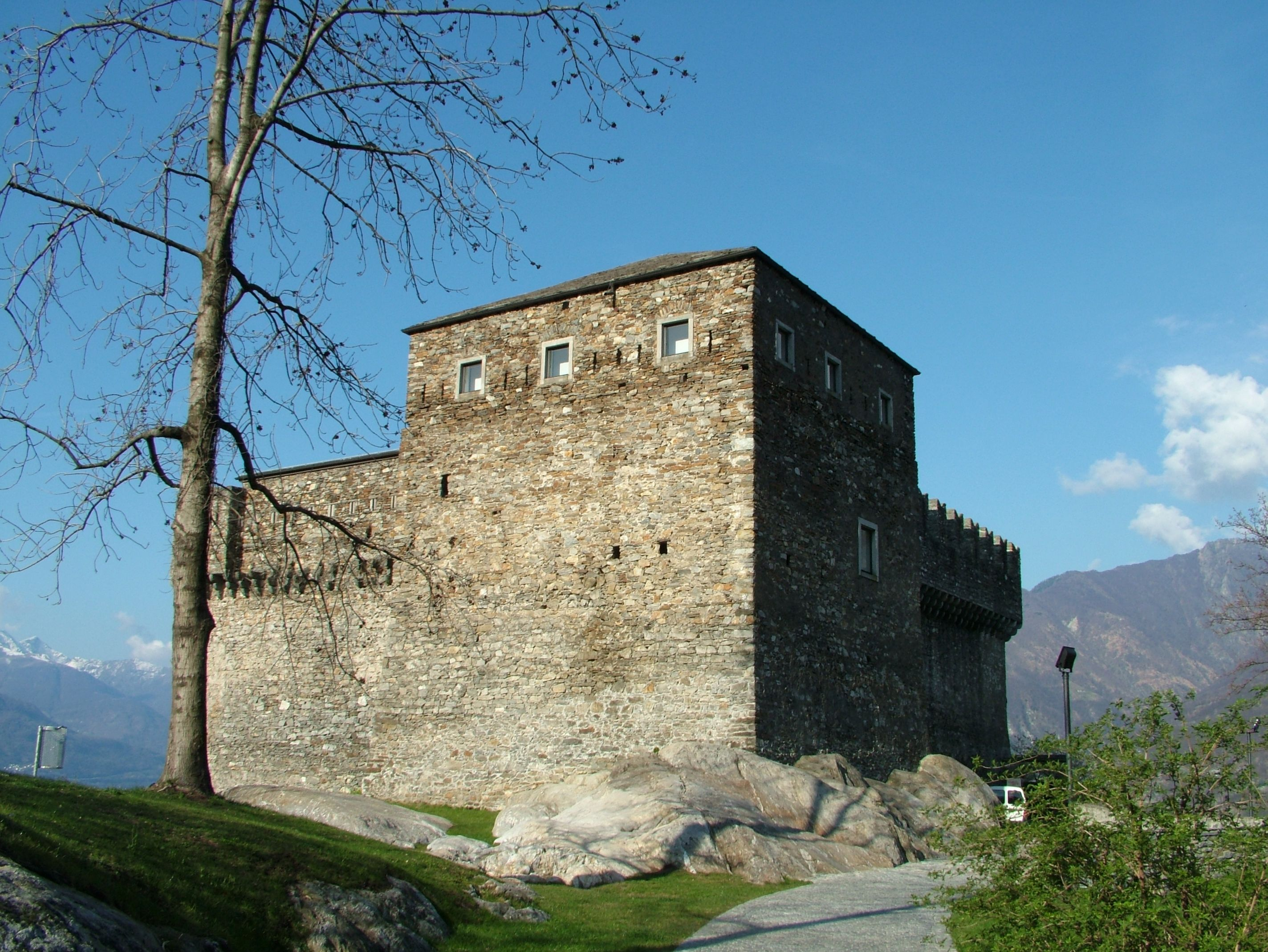
サッソ・コルバロ城

サッソ・コルバロ城 (Castello di Sasso Corbaro) は、二つの城から離れた丘の上に、迅速に建造された。1479年に着工されたが、それから6ヵ月後にはもう都市防衛の準備が整っていた。
前身は孤立していた防衛用の塔だったのだが、城が建てられると、それは敷地の隅に位置することになった。また、その対角線上にもうひとつの見張り用の塔が建てられた。銃眼を備えた城壁は四角い中庭を形成し、その壁と背中合わせになる形で、中庭には尖頭型の窓と突き出た煙突をもつ15世紀のこの地方特有の住居群が建てられた。
ウンターヴァルト城 (Burg Unterwald) とも呼ばれる（後出の年表参照）。現在、城内にはティチーノ民芸博物館 (Museo dell’arte e delle tradizioni) が設置されている。

### 登録基準
この世界遺産は世界遺産登録基準のうち、以下の条件を満たし、登録された（以下の基準は世界遺産センター公表の登録基準からの翻訳、引用である）。
- (4) 人類の歴史上重要な時代を例証する建築様式、建築物群、技術の集積または景観の優れた例。

## 年表
- ローマ帝国が没落した5世紀から14世紀の間、ベッリンツォーナはローマの後継者たちに支配された。すなわち、
  - 500年ごろには東ゴート族に、ついでビザンティン帝国に、
  - 6世紀のうちにロンバルディア人に、
  - そしてカロリング朝に支配された後、10世紀には神聖ローマ帝国に。
- 10世紀から11世紀にかけて、神聖ローマ帝国によって大きく破損していた元の城壁に代えて、現存するカステルグランデの城壁が築かれた。
- 11世紀のうちに、神聖ローマ帝国は、カステルグランデの城塞をコモの司教たちに譲渡した。
- 12世紀以降、ベッリンツォーナは戦いの中心地となり、城塞もより高く強固なものへと変更された。
- 1230年にゴットハルトの道が開かれ、職人、商人、有力者たちがベッリンツォーナに住まうようになった。このことが通商の発達を促し、町の城塞化にも貢献した。
- 1340年には、長い攻囲戦の末に、ベッリンツォーナはロンバルディア人の手に落ち、以降1世紀半に渡って支配が続いた。
- 1403年から1422年にかけて、ベッリンツォーナは3州同盟 (ウーリ州、シュヴィーツ州、ウンターヴァルト) に支配された。
- 1422年に、ミラノ公国はベッリンツォーナに奇襲をかけ、アルベドの戦い (Bataille d'Arbedo) で州同盟を破った。
- 1422年から1480年まではミラノの支配下にあり、そのときまで専らカステルグランデに負っていた町の防衛が強化された。同盟側の反撃に備え、モンテベッロ城が増強された。ついで渓谷を横切って城壁（ラ・ムラタ）が建造され、さらにサッソ・コルバロ城も建造された。
- 1499年に、フランス王ルイ12世がミラノ公国に侵攻した。
- 1500年にベッリンツォーナの住民はフランス軍を追い出すことに成功したが、その報復を恐れて、州同盟の傘下に入ることを決めた。
- 16世紀に起こったティチーノ川の大氾濫が、ラ・ムラタの一部を押し流した。このため、南の方しか現存していない。
- 1500年から1798年までの間、13州同盟の支配下にあり、3つの城は原初3州にちなんでウーリ城、シュヴィーツ城、ウンターヴァルト城と改称した（この名前は現在でも使われることがある）。
- 1803年にティチーノ州が創設され、城は国家に帰属することになった。
- 1920年から1955年にかけて、修復工事が行われた。